# Мрђе
Мрђе су насељено мјесто у Босни и Херцеговини, у општини Дрвар, које административно припада Федерацији Босне и Херцеговине. Према попису становништва из 2013. у насељу је живјело 105 становника.

## Географија
Мрђе леже на лијевој страни Унца, близу Дрвара. Граница им је с јужне стране потока Љесковица, са западне стране косе Мргуд и Скрајња Пољана, са сјеверне Вијенац и Граб. Село је за овдашње прилике доста скровито, смјештено на малом простору. У Мрђама су куће окупљене у породичне групе. Оне се негдје додирују а негдје су удаљене и по неколико стотина метара. Село је разбијеног типа, као и уопште сва овдашња села.

## Воде
Воде су: Унац, Љесковица, Чичића склоп, Алексића Поток. Овај извире испод Седре и тече у Унац као и остали. Извори су Чичића Врело и Симурдића Врело. У селу је направљен базен на реци Љесковици.

## Назив
О имену села могу се чути нека народна нагађања. Говори се да су у овај крај најприје населила четири човјека: Шкрбо, Преко, Мрђа и Вид, и по њима су настали називи села: Штрбци, Прекаја, Мрђе, Видово Село. Друго казивање спомиње само Мрђу и Вида. Мрђа је био у Мрђама а Вид у Видову Селу.

## Становништво
Становници села су Срби. Најбројније породице у селу су Милаковићи, Максићи, Чичићи, Икићи, Вокићи, Новаковићи, Алексићи, Поповићи, Рујевићи, Кантари, Шкорићи. Већина ових породица је у село дошла пре око 150 година. Данас у селу живи око 100 људи.
| Националност       | 2013. | 1991. | 1981. | 1971. | 1961. |
| Срби               | 103   | 311   | 380   | 498   | 606   |
| Југословени        | ―     |       | 15    |       |       |
| Хрвати             |       |       |       | 1     |       |
| Црногорци          |       |       |       |       | 1     |
| остали и непознато | 2     |       |       | 1     | 4     |
| Укупно             | 105   | 311   | 395   | 500   | 611   |

| Демографија | Демографија | Демографија |
| Година      | Становника  | Становника  |
| ----------- | ----------- | ----------- |
| 1961.       | 611         |             |
| 1971.       | 500         |             |
| 1981.       | 395         |             |
| 1991.       | 311         |             |
| 2013.       | 105         |             |

## Галерија
- Речица у селу